# Чирвинская, Марина Владимировна
Марина Владимировна Чирвинская (14 [27] мая 1912, Киев — 2 января 1994, Киев) — советский учёный, геолог, геофизик,  инженер-геолог треста «Укргеофизразведка», Герой Социалистического Труда (1966), лауреат Государственной премии УССР (1971).

## Биография
Родилась 14 (27) мая 1912 года в городе Киеве (Российская империя) в семье геологов Владимира Николаевича Чирвинского (1883—1942) и Елены Ивановны (в дев. Дуброво).
С 1922 года училась в неполной средней школе Киева и на курсах по подготовке в институт.
В 1930—1935 годах училась в Киевском горно-геологическом институте. Дипломный проект был на тему «Предварительная разведка на флюсовые известняки в районе села Каракуба».
С 1935 года работала оператором и геологом в город Баку, в трест «Орджоникидзенефть».
В 1938—1941 годах работала геологом в Украинском геологическом управлении, одновременно была ассистентом кафедры силикатов Киевского политехнического института, читала курс кристаллооптики.
Во время войны была в эвакуации в городе Бугуруслане, работала в Государственном союзном геофизическом тресте (ГСГТ) — вычислителем, интерпретатором и начальником электроразведочных партий, руководителем камерального бюро.
C 1945 года работала в Украинском отделении ГСГТ (реорганизован в трест «Укрнефтегеофизика») на должностях — начальник тематической партии, главный геолог треста «Укрнефтегеофизика» (1951—1975), инженер тематической партии треста (1975—1986).
В 1963 году защитила в Москве, во ВНИГНИ кандидатскую диссертацию по теме: «Глубинное строение Днепровско-Донецкой впадины по данным геофизических исследований (в связи с нефтегазоносностью)».
В 1964 году принимала участие в составлении международных тектонической и геологической карты Европы.
В 1967 году участвовала в работе Международного нефтяного конгресса в Мексике и на Кубе.
В 1986 году вышла на пенсию.
Скончалась 2 января 1994 года в Киеве, похоронена на Лукьяновском кладбище.

## Семья
В 1935 году вышла замуж за инженера-геофизика Андрея Тихоновича Рокачука (25 октября 1942 года он погиб на фронте).
- дочь — Татьяна (род. 1936).
- сын — Владимир (1940—1943).

В 1946 году — вышла замуж за Владимира Николаевича Гладкого (19??-1981).
- сын — Леонид (род. 1947).

## Награды и премии
- 1945 — Медаль «За доблестный труд в Великой Отечественной войне 1941—1945 гг.»
- 1966 — Герой Социалистического Труда (4 июля), с вручением ордена Ленина.
- 1971 — Государственная премия УССР в области науки и техники (21 декабря 1971), за участие в открытии нефтяных и газовых месторождений Днепровско-Донецкой впадины и Предкарпатья.за участие в открытии нефтяных и газовых месторождений Днепровско-Донецкой впадины и Предкарпатья.

## Память
- В Киеве, на доме где она жила с 1972 года, установлена Мемориальная доска.